# Кудряшов, Сергей Александрович
Сергей Александрович Кудряшов (1921, Тверская губерния — 1987, Ленинград) — гвардии майор Советской Армии, участник Великой Отечественной войны, Герой Советского Союза (1945).

## Биография
Родился 21 марта 1921 года в деревне Бабье (ныне — Спировский район Тверской области). После окончания семи классов школы работал слесарем-лекальщиком. В 1940 году был призван на службу в Рабоче-крестьянскую Красную Армию.
В 1942 году он окончил Пермскую военную авиационную школу пилотов. С октября того же года — на фронтах Великой Отечественной войны. В бою под Великими Луками получил тяжёлое ранение в голову.
К маю 1945 года гвардии старший лейтенант С. А. Кудряшов был заместителем командира эскадрильи 189-го гвардейского штурмового авиаполка, 196-й штурмовой авиадивизии, 4-го штурмового авиационного корпуса, 4-й воздушной армии, 2-го Белорусского фронта. К тому времени он совершил 105 боевых вылетов на штурмовку скоплений боевой техники и живой силы противника, нанеся ему большие потери.
Указом Президиума Верховного Совета СССР от 18 августа 1945 года за «образцовое выполнение боевых заданий командования по уничтожению живой силы и техники противника и проявленные при этом мужество и героизм» гвардии старший лейтенант Сергей Кудряшов был удостоен звания Героя Советского Союза с вручением ордена Ленина и медали «Золотая Звезда» за номером 8728.
После окончания войны продолжил службу в Советской Армии. В 1947 году окончил Высшие офицерские лётно-тактические курсы. В 1956 году в звании майора уволен в запас. Проживал и работал в Ленинграде.
Умер 2 сентября 1987 года, похоронен на Северном кладбище Санкт-Петербурга.
Был также награждён двумя орденами Красного Знамени, орденом Александра Невского, тремя орденами Отечественной войны 1-й степени, двумя орденами Красной Звезды, рядом медалей.